# خط طول 69° شرق
خط طول 69° شرق هو أحد خطوط الطول الجغرافية، والتي تمتد من القطب الشمالي الجغرافي إلى القطب الجنوبي الجغرافي، وحسب التحويل الزمني يتقدم خط طول 69° شرق عن خط غرينتش بـ4 ساعات و36 دقيقة.

## من القطب إلى القطب
ينطلق خط طول 69° شرق من القطب الشمالي نحو القطب الجنوبي مرورا بالمناطق التي ترد في الجدول التالي:
| الإحداثيات                         | البلد أو الإقليم أو البحر      | ملاحظات                                                                                              |
| ---------------------------------- | ------------------------------ | --- |
| 90°0′N 69°0′E / 90.000°N 69.000°E  | المحيط المتجمد الشمالي         | |
| 81°0′N 69°0′E / 81.000°N 69.000°E  | بحر بارنتس                     | |
| 76°43′N 69°0′E / 76.717°N 69.000°E | روسيا                          | جزيرة سيفيرني, نوفايا زيمليا - لحوالي 4 km في the easternmost tip of the island                      |
| 76°40′N 69°0′E / 76.667°N 69.000°E | بحر كارا                       | |
| 72°41′N 69°0′E / 72.683°N 69.000°E | روسيا                          | شبه جزيرة يامال                                                                                      |
| 68°56′N 69°0′E / 68.933°N 69.000°E | بحر كارا                       | Baydaratskaya Bay                                                                                    |
| 68°44′N 69°0′E / 68.733°N 69.000°E | روسيا                          | |
| 55°26′N 69°0′E / 55.433°N 69.000°E | كازاخستان                      | لحوالي 10 km                                                                                         |
| 55°20′N 69°0′E / 55.333°N 69.000°E | روسيا                          | لحوالي 6 km                                                                                          |
| 55°17′N 69°0′E / 55.283°N 69.000°E | كازاخستان                      | |
| 41°18′N 69°0′E / 41.300°N 69.000°E | أوزبكستان                      | |
| 40°13′N 69°0′E / 40.217°N 69.000°E | طاجيكستان                      | لحوالي 9 km                                                                                          |
| 40°7′N 69°0′E / 40.117°N 69.000°E  | أوزبكستان                      | لحوالي 7 km                                                                                          |
| 40°4′N 69°0′E / 40.067°N 69.000°E  | طاجيكستان                      | |
| 37°18′N 69°0′E / 37.300°N 69.000°E | أفغانستان                      | مرورا بغرب كابل (مدينة)                                                                              |
| 31°37′N 69°0′E / 31.617°N 69.000°E | باكستان                        | بلوشستان (باكستان) السند (إقليم)                                                                     |
| 24°13′N 69°0′E / 24.217°N 69.000°E | الهند                          | كجرات                                                                                                |
| 22°57′N 69°0′E / 22.950°N 69.000°E | المحيط الهندي                  | خليج كوتش                                                                                            |
| 22°25′N 69°0′E / 22.417°N 69.000°E | الهند                          | Gujarat                                                                                              |
| 22°11′N 69°0′E / 22.183°N 69.000°E | المحيط الهندي                  | |
| 48°41′S 69°0′E / 48.683°S 69.000°E | أراض فرنسية جنوبية وأنتارتيكية | جزيرة جزر كيرغولين                                                                                   |
| 49°43′S 69°0′E / 49.717°S 69.000°E | المحيط الهندي                  | |
| 60°0′S 69°0′E / 60.000°S 69.000°E  | المحيط الجنوبي                 | |
| 67°55′S 69°0′E / 67.917°S 69.000°E | القارة القطبية الجنوبية        | الإقليم الأسترالي في القارة القطبية الجنوبية, المطالب الإقليمية بالقارة القطبية الجنوبية by أستراليا |